# Distretto municipale di Gonja Est
Il distretto di Gonja Est (ufficialmente East Gonja District, in inglese) è un distretto della regione di Savannah del Ghana.